# رونالد اريك جونستون
رونالد اريك جونستون (بالإنجليزية: Ronald Eric Johnstone)‏ هو عالم طيور أسترالي، ولد في 1949.